# Santiago de Machaca (gemeente)
Santiago de Machaca is een gemeente (municipio) in de Boliviaanse provincie José Manuel Pando in het departement La Paz. De gemeente telt naar schatting 4.556 inwoners (2018). De hoofdplaats is Santiago de Machaca.